# Койвисто, Мауно
Ма́уно Хе́нрик Ко́йвисто (фин. Mauno Henrik Koivisto; 25 ноября 1923, Турку, Финляндия — 12 мая 2017, Хельсинки, Финляндия) — финский государственный деятель, доктор философских наук (с 1956); девятый президент Финляндии (в 1982—1994 годах). Первый президент, родившийся уже в независимой Финляндии. Дважды до президентства возглавлял правительство Финляндии.

## Биография
Родился в городе Турку в семье плотника корабельной верфи (второй сын). Во время советско-финской «зимней войны» (1939—1940) работал в пожарной охране, во время войны 1941—1944 годов служил в армии под руководством Лаури Тёрни. По званию капрал.

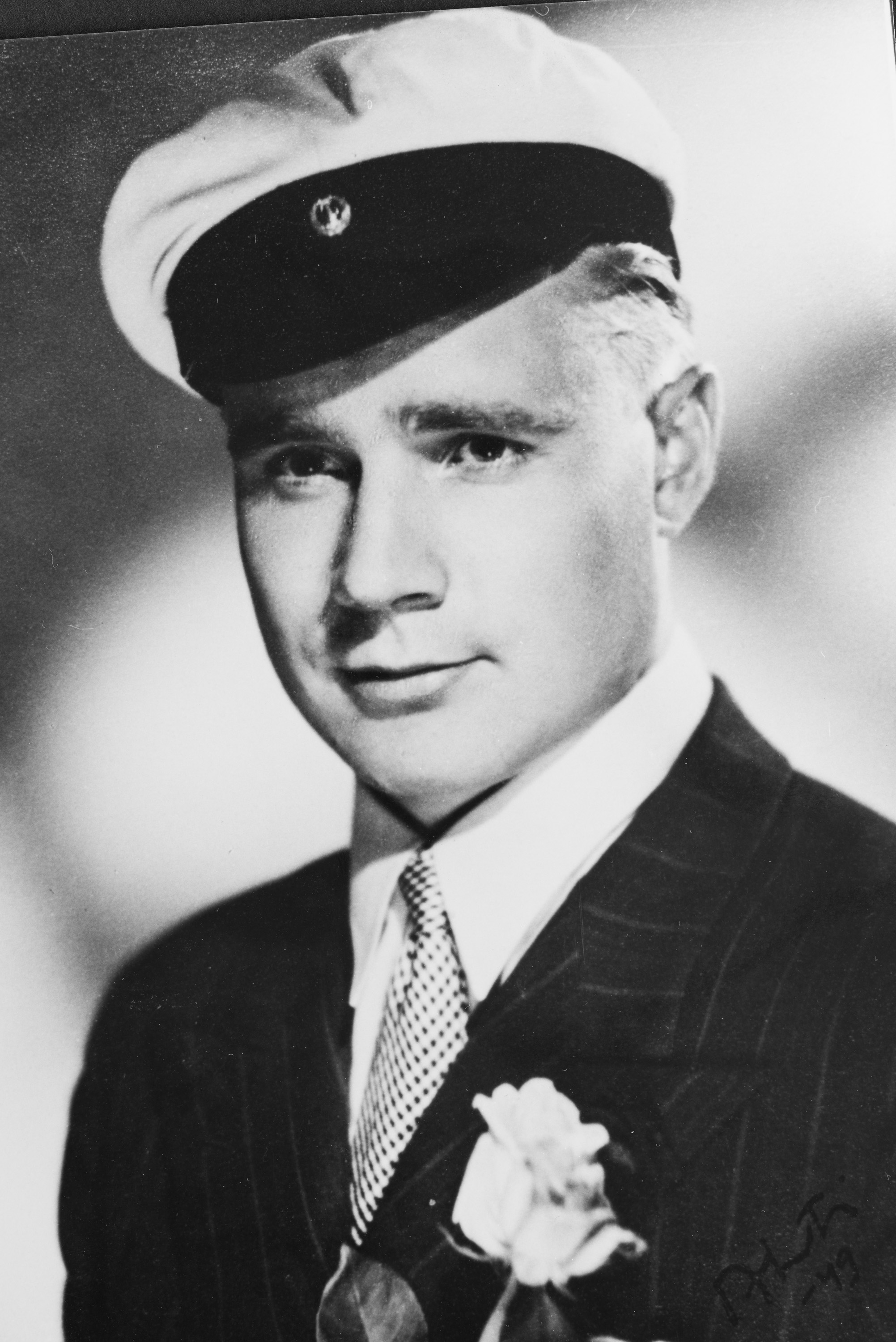
Мауно Койвисто во время учёбы в университете

С 1945 года работал плотником, докером, служащим в управлении портовых работ, учителем в народной школе, инспектором в муниципальных органах г. Турку. Среднее образование получил, закончив вечернюю школу. Член Социал-демократической партии Финляндии с 1947 года. В 1949 году поступил в Университет Турку, который закончил в 1953 году. Работал служащим в управлении портовых работ г. Турку, преподавателем в народной школе, инспектором в муниципальных органах. В 1956 году получил докторскую степень в области социологии.

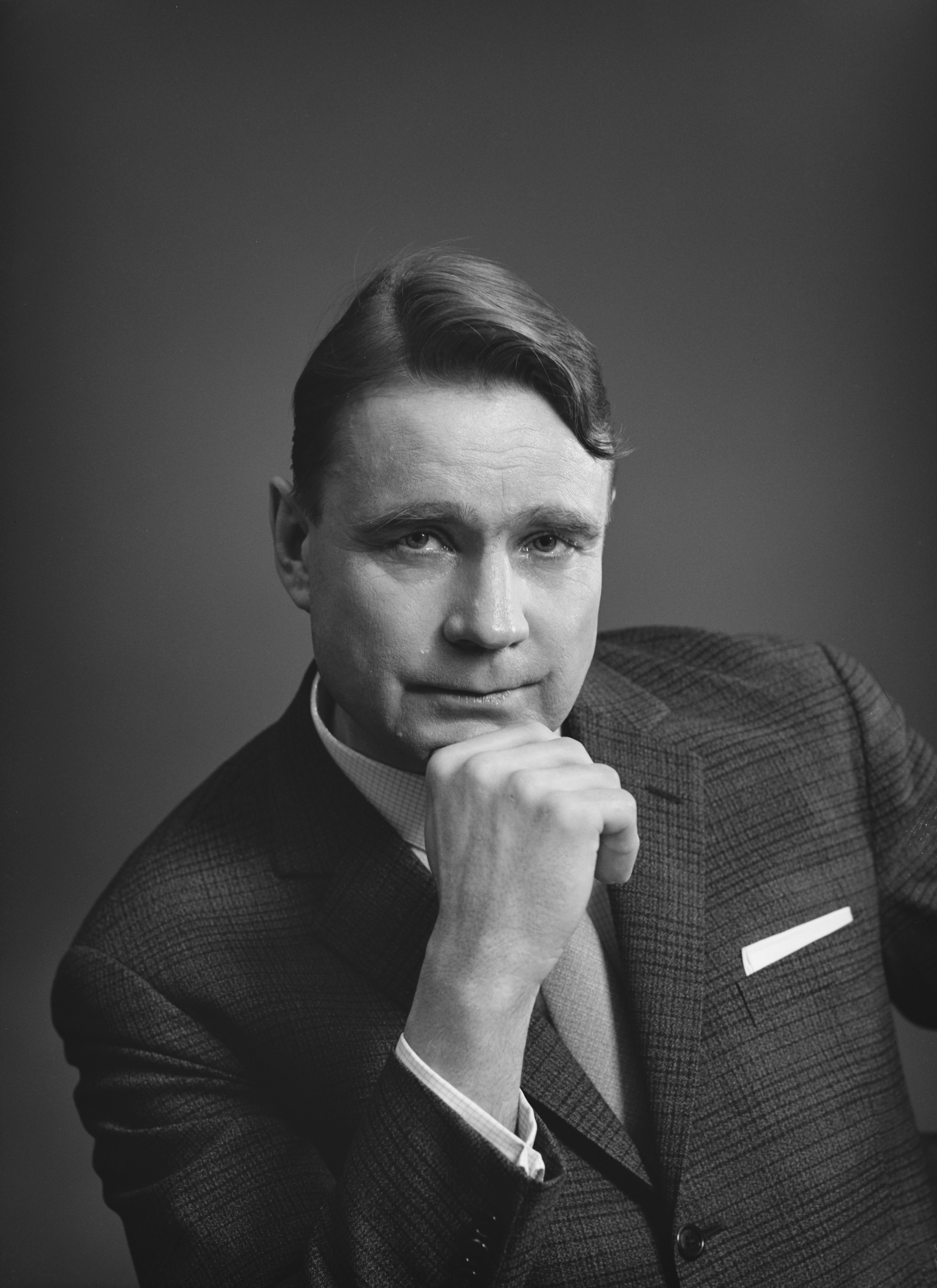
Фотография 1967 года

В 1958—1967 годах — в руководстве Хельсинкского рабочего сберегательного банка. В 1968—1982 годах — генеральный директор и председатель правления Почтового банка, председатель правления кооперативного объединения «Эланто».
С 1966 по 1967 год и в 1972 году был в должности министра финансов Финляндии.
С 3 марта 1968 по 14 мая 1970 года и с 26 мая 1979 по 26 января 1982 года — премьер-министр Финляндии.
С 1982 года, после отставки Урхо Кекконена — президент Финляндии (на выборах получил 167 голосов из 301 в коллегии выборщиков). Стал первым социал-демократом на этом посту. В 1988 году был переизбран.
За 12 лет правления Койвисто Финляндия пережила экономический спад, однако ему удалось вывести страну из этого кризиса.

## Внешнеполитический курс
Первоначально придерживался внешнего курса Кекконена. Это выражалось в стремлении установления близких отношений с руководством СССР, а также в осторожности — избегались любые конфликты с руководством Советского Союза.
В 1983 году стал почётным председателем Общества «Финляндия — Советский Союз».
В 1990 году после того, как в программе YLE TV2 «Аянкохтайнен Какконен» сказал, что ингерманландские финны имеют право на репатриацию, а СССР согласился с их выездом из страны, начался процесс репатриации ингерманландских финнов. Правительство Финляндии поддерживало иммиграцию в страну переселенцев из стран бывшего Советского Союза, имеющих финские корни, до 2011 года.
В 1991 году после распада СССР осуществил поворот во внешней политике. В сентябре 1991 года Финляндия вышла из Договора о дружбе, сотрудничестве и взаимопомощи с СССР. В 1991 году высказался за вступление Финляндии в Европейский союз.
С 1956 года доктор философских наук. Владел русским языком и, в рамках изучения политики России, сотрудничал с Александровским институтом в Хельсинки.
Основой его внешнеполитического курса были — «хорошие отношения с соседями», а своеобразным девизом — «не надо предавать обещания. Лучше предать ожидания, нежели обещания».

## Болезнь и смерть

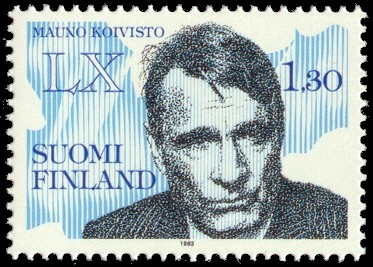
Почтовая марка Финляндии 1983 года выпуска, посвящённая 60-летию Мауно Койвисто

23 июля 2011 года стал самым пожилым среди экс-президентов Финляндии, побив прежний возрастной рекорд первого президента страны Карло Юхо Стольберга.
С 2012 года не посещал публичных мероприятий из-за прогрессирующей болезни Альцгеймера (исключением стало участие 6 декабря 2016 года в торжественном богослужении в честь Дня независимости Финляндии, прошедшем в кафедральном соборе в Хельсинки).
Уход на дому осуществляла его супруга Теллерво Койвисто, однако в связи с произошедшим в январе 2017 года падением с кровати в ночное время и переломом плеча, вызвавшим госпитализацию, экс-президент был в марте перемещён в специальный приют, где за ним осуществлялся специализированный уход.
Скончался 12 мая 2017 года в 21:15 в Хельсинки, в больнице Мейлахти.
Комитет по организации похорон Мауно Койвисто возглавил министр иностранных дел Финляндии Тимо Сойни. Похороны прошли с государственными почестями. Дату похорон и место погребения определил на своём заседании Государственный совет Финляндии — четверг 25 мая (Вознесение Господне — нерабочий день). Был погребён на кладбище Хиетаниеми, рядом с другими экс-президентами страны.

## Факты
- Мауно Койвисто в последние месяцы своей жизни был одним из самых долго живущих бывших руководителей государств и правительств в современном мире.
- Мауно Койвисто принадлежит рекорд по продолжительности жизни среди всех президентов Финляндии.